# Luxor, Egypt
Luxor, Egypt è un cortometraggio muto del 1912 diretto da Sidney Olcott.

## Produzione
Il film fu prodotto dalla Kalem Company. Venne girato in Egitto, a Luxor.

## Distribuzione
Distribuito dalla General Film Company, il film - un cortometraggio di 100 metri - uscì nelle sale cinematografiche USA il 29 maggio 1912. Nelle proiezioni, veniva programmato con il sistema dello split reel, accorpato in un'unica bobina con un altro cortometraggio prodotto dalla Kalem, la commedia The Gent from Honduras.